# Rauvoslompolo
Rauvoslompolo är en sjö i Pajala kommun i Norrbotten och ingår i Torneälvens huvudavrinningsområde. Sjön har en area på 0,163 kvadratkilometer och ligger 265,1 meter över havet. Rauvoslompolo ligger i Torne och Kalix älvsystem Natura 2000-område. Sjön avvattnas av vattendraget Rauvosjoki.

## Delavrinningsområde
Rauvoslompolo ingår i det delavrinningsområde (751806-179023) som SMHI kallar för Mynnar i Lainioälvens vattendragsyta. Medelhöjden är 283 meter över havet och ytan är 22,73 kvadratkilometer. Räknas de 2 avrinningsområdena uppströms in blir den ackumulerade arean 80,47 kvadratkilometer. Rauvosjoki som avvattnar avrinningsområdet har biflödesordning 3, vilket innebär att vattnet flödar genom totalt 3 vattendrag innan det når havet efter 284 kilometer. Avrinningsområdet består mestadels av skog (59 procent) och sankmarker (37 procent). Avrinningsområdet har 0,41 kvadratkilometer vattenytor vilket ger det en sjöprocent på 1,8 procent.